# Blogger Brasil
Blogger Brasil foi um sistema de hospedagens de blogues disponibilizado para assinantes do portal Globo.com.

## História
Em agosto de 2002 as Organizações Globo firmaram uma parceria com o Google Pyra Labs, possibilitando a inauguração da primeira e até hoje única filial do Blogger no mundo. O Blogger Brasil foi lançado durante o processo de inauguração do Globo.com em uma grandiosa estratégia de marketing, incluindo menções na novela O Beijo do Vampiro através do site utilizado por um dos personagens, o "Blog do Bóris".
Na época, a versão brasileira oferecia hospedagem de imagens, função que a matriz estadunidense ainda não disponibilizava. Rapidamente se tornou um dos maiores hospedeiros de blogs do Brasil, sendo um dos maiores responsáveis pelo "estouro" dos blogs no país.
Em dezembro de 2004, após uma série de problemas de hospedagem, o serviço deixou de ser oferecido gratuitamente, ficando restrito apenas a assinantes da Globo.com.
Em 26 de maio de 2015 foi anunciado que o serviço seria encerrado em 1 de julho do mesmo ano. Os blogs puderam ser editados por seus autores e vistos pelo público até 31 de maio. E durante todo mês de junho poderia ser feito o backup do blog.